# Egon Albrecht
Egon Albrecht (Curitiba, 19 de maio de 1918 — Creil, 25 de agosto de 1944) foi um piloto de caça alemão, nascido no Brasil, que combateu na Segunda Guerra Mundial pela Luftwaffe, tendo conquistado 25 vitórias aéreas confirmadas.
Egon Albrecht foi o único brasileiro condecorado com a Cruz de Cavaleiro da Cruz de Ferro. Neste total de 25 vitórias, estão incluídas 15 vitórias na Frente Oriental e outras 10 na Frente Ocidental, incluindo pelo menos 6 bombardeiros quadrimotores. Ele ainda destruiu 11 em solo na Frente Oriental.
Filho dos imigrantes alemães Frederico Albrecht e Hedwig Elditt Albrecht, do ponto de vista do Direito Internacional Privado da época, para a Alemanha, Egon Albrecht era cidadão do Terceiro Reich, ou seja, era alemão (Jus sanguinis), mas para o Brasil, era brasileiro, porque nasceu no território brasileiro (Jus soli), podendo optar por uma das duas nacionalidades.

## Carreira Militar na Força Aérea Alemã

### Antecedentes
O pouco que se sabe dele antes de ingressar na Luftwaffe é que ele nasceu na cidade de Curitiba, no Estado do Paraná, Brasil, em 19 de maio de 1918, filho de Frederico Albrecht e Hedwig Elditt Albrecht. Um dos apelos de Hitler era de que as pessoas de ascendência germânica que vivessem fora da Alemanha, não só podiam mas deveriam se juntar ao Terceiro Reich, para assegurar a sua expansão. Como o Brasil foi o destino de muitos imigrantes alemães desde o final do século XIX, principalmente nos estados da região sul, e já que o Brasil se declarou do lado dos Aliados, isto não agradou muitos jovens teuto-brasileiros, que retornaram para a Alemanha.
Partiu para a Alemanha antes de completar os 18 anos, tornando-se membro da Juventude Hitlerista, onde ele provavelmente aprendeu a pilotar. 

### Serviço Militar
Como cadete foi aluno de aviação do hauptmann Rudolf Von Moreau e conviveu proximamente com muitos ases de sua época como Adolf Galland, Erich Hartmann, Hans-Ulrich Rudel, entre outros, e também conheceu pessoalmente Hermann Göring na Áustria, em 1938. O então tenente Egon Albrecht galgou posições rapidamente dentro da Luftwaffe devido a dominar vários idiomas como inglês, alemão e o nativo português bem como por suas excelentes notas obtidas nos cursos de formação.
Em 1940, Albrecht serviu com a 6./ZG 1 operando um Bf 110, caça pesado bi-motor. No dia 26 de junho, a 6./ZG 1 foi redesignada 9./ZG 76 e em seguida foi novamente redesignada, passando de 9./ZG 76 para 6./SKG 210 em 24 de abril de 1941.
Com a 6./SKG 210, Albrecht voou em combate na Rússia. No dia 4 de janeiro de 1942, 6./SKG 210 foi redesignada 6./ZG 1. Albrecht foi designado Líder de Esquadrão da 1./ZG 1 em 12 de junho de 1942. O primeiro-tenente Albrecht foi condecorado com a Cruz de Cavaleiro da Cruz de Ferro (em alemão: Ritterkreuz) no dia 25 de maio de 1943 pelas suas 15 vitórias aéreas, outras 11 aeronaves destruídas em solo, 162 veículos motorizados, 254 veículos diversos, 3 locomotivas, 8 posições de Flak, 12 armas antitanques e 8 posições de infantaria destruídos em solo.
Em 9 de Outubro de 1943, o já Capitão Albrecht sucedeu ao Capitão Karl-Heinrich Matern (morto em ação 8 de outubro de 1943) como Gruppenkommandeur do II./ZG 1. Em outubro de 1943, o II./ZG 1 foi deslocado para a frente ocidental com base na Costa do Atlântico de França, onde voou missões sobre a Baía de Biscaia.
Em outubro de 1943, o seu Gruppe foi transferido para Wels, na Áustria, para combater as incursões da 15ª Força Aérea da USAAF, com base no sul da Itália. Em julho de 1944, II./ZG 1 retornou para a Alemanha para realizar a conversão dos novos caças Bf 109 mono-motor e foi redesignado III./JG 76. Albrecht liderou o Gruppe para a "Frente de Invasão".

### Morte
Em 25 de agosto de 1944, durante uma missão de combate, Albrecht foi forçado a abandonar a formação devido a um problema no motor de seu avião (um Messerschmitt Bf 109G-14, número de fábrica 460593, código "schwarz 21"). Enquanto retornava para sua base sozinho, seu avião foi atacado por caças norte-americanos - não se sabe qual a unidade específica - e foi abatido próximo a St. Claude, noroeste da cidade de Creil (França). Embora Albrecht tenha conseguido saltar de paraquedas, ele chegou morto ao chão, relatórios da Luftwaffe citam que o paraquedas estava a baixa altura quando abriu e isso aumentou o impacto ao solo, onde seu corpo foi saqueado por civis e maquis. Ainda hoje especula-se se teria sido ferido em combate ou se foi metralhado pelos caças inimigos enquanto estava no paraquedas, sendo isso crime de guerra, algo não tão incomum no período para ambos os lados. 

## Descendência
Egon Albrecht casou-se com uma alemã em 1940 ainda durante a campanha da França e teve uma filha nascida em 1941, cujos descendentes ainda vivem no Paraná nas cidades de Londrina, Curitiba e Rio Negro e no exterior na Alemanha e Estados Unidos.

## Condecorações
- Cruz de Ferro 2ª e 1ª Classe[nota 7]
- Medaille Winterschlacht im Osten 1941/2 (Medalha da Batalha de Inverno no Leste 1941/2)
- Frontflugspange für Schlachtflieger und Zerstörer[nota 8]
- Goldenes HJ-Abzeichen[nota 9]
- Verwundetenabzeichen[nota 10]
- Ehrenpokal (Troféu de Honra) (21 de setembro de 1942)
- Brevê de piloto[nota 11]
- Cruz Germânica em Ouro (3 de dezembro de 1942)
- Cruz de Cavaleiro da Cruz de Ferro (22 de maio de 1943)